# Шулятиков, Алексей Иванович
Алексе́й Ива́нович Шуля́тиков (1847, Глазов, Вятская губерния — 1920, Яранск, Вятская губерния) — российский врач-офтальмолог, благотворитель, коллежский советник.

## Биография

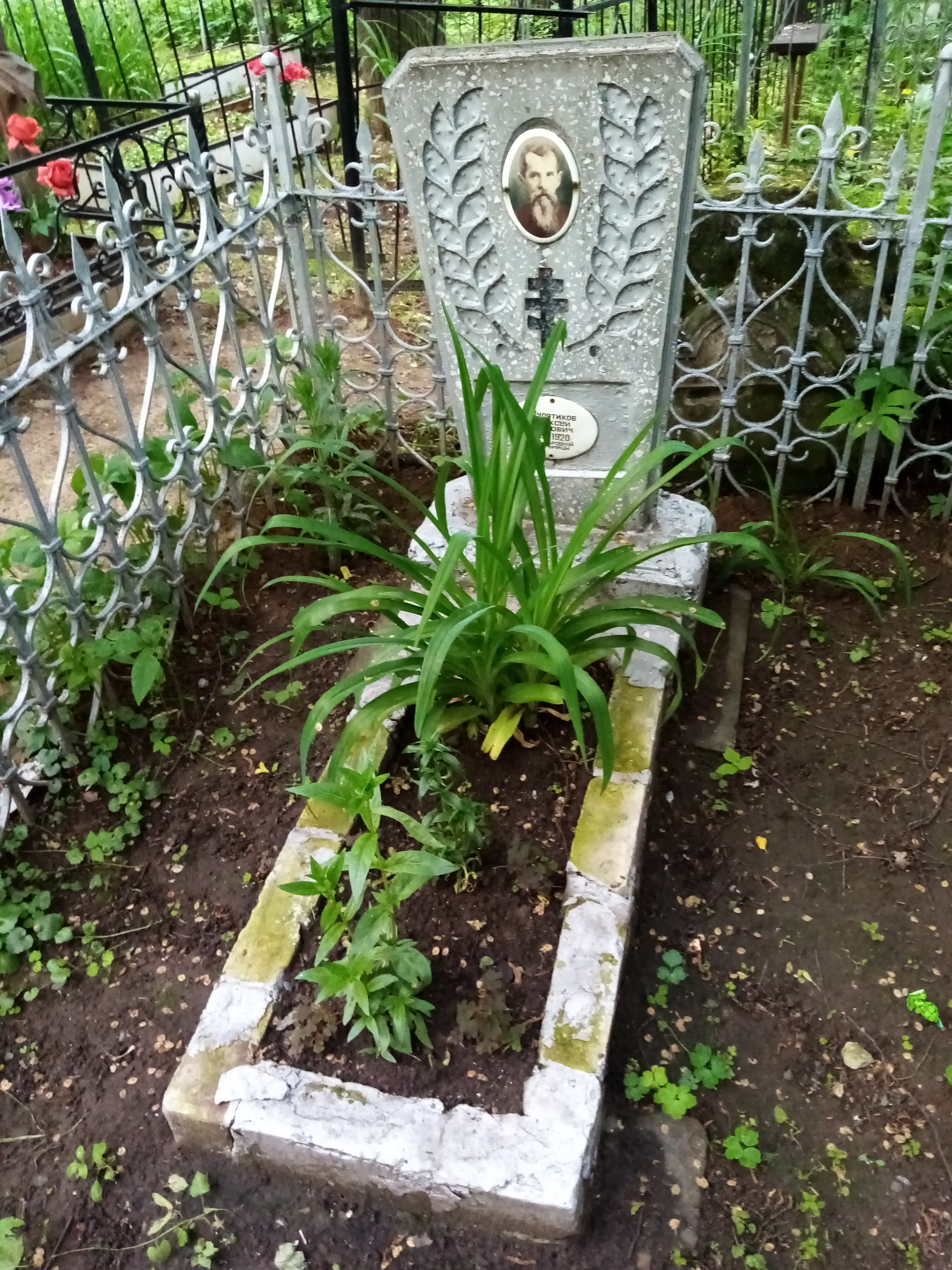
Могила А. И. Шулятикова на Вознесенском кладбище в Яранске

Родился в удмуртской семье. В 1867 году окончил Вятскую гимназию, в 1872 — медицинский факультет Казанского университета с дипломом анатома и окулиста и степенью лекаря.
С декабря 1872 года и до конца жизни работал врачом в Яранске — уездным врачом (с 1874), ординатором при вятском передвижном лазарете (20.4.1877 — 5.5.1878), Яранским городовым врачом (с 31.10.1899), а также врачом при Яранском духовном училище (с 16.12.1889) и врачом при трёхклассном городском училище (с 30.10.1890); кроме того, был директором детского приюта и почётным попечителем Яранской мужской гимназии. Практиковал как хирург и офтальмолог (оперировал при катаракте), но, как говорит документальное свидетельство, мог «лечить больных всех возрастов и от всех болезней». В числе его пациентов — Леонид Петрович Радин (автор песни «Смело, товарищи …»), Сергей Иванович Мицкевич (будущий революционер, историк).
С 1904 по 1917 год также исполнял обязанности санитарного врача города и уезда.
При его непосредственном участии в 1877 году в Яранске был построен первый каменный больничный корпус (ныне — здание хирургического отделения районной больницы). В 1908 году, в знак доброй памяти за 35-летнюю службу А. И. Шулятикова в больнице, в Вятской фельдшерской школе земством Яранского уезда была учреждена стипендия его имени в 100 рублей для учащихся — детей медицинского персонала.
Вносил суммы в общество помощи бедным ученикам, на которые учились 10 учеников в году; оказывал материальную помощь Яранской богадельне. Внёс 1000 рублей на оборудование открывавшейся в 1912 году Никулятской больницы.
В 1918—1919 годах, будучи больным, продолжал приём больных. Оставаясь главным врачом, помогал созданному советской властью отделу здравоохранения.
Умер от тифа. Похоронен на Вознесенском кладбище в Яранске.

## Семья
Отец — Иван Леонтьевич Шулятиков (1812—1905), мать — Екатерина Васильевна (в девичестве Ляпунова; 1823—1905; её крестным был Илья Петрович Чайковский, отец композитора).
Братья:
- Михаил (1845—1893) — член правления Императорского общества содействия русскому торговому мореходству, участник революционного движения;
- Пётр (1847 — ?) — жил и умер в Череповце, имел книжный магазин;
- Василий (31.1.1860 — ?) — выпускник Вятской гимназии и медицинского факультета Казанского университета (1887); в 1897—1905 — коллежский асессор, заводской врач Кирсинского завода;
- Владимир, вместе с Василием привлекался по процессу 193-х;

Сёстры:
- Надежда, замужем за Н. П. Салтыковым[4], членом Вятской и Глазовской земских управ; её сын Сергей — депутат и заместитель секретаря Государственной думы II созыва[5];
- Александра (в замужестве Юркова);
- Ольга (в замужестве Бастракова);

Жена (во втором браке) — Наталия Юлиевна Киршфельд, дочь бывшего исправника.
Сын (от первого брака) — Борис (1874—1937), выпускник Императорской Военно-медицинской академии (1897). Заведовал земскими больницами. В 1900 году — вольнопрактикующий врач в Малоархангельске (Орловская губерния). В 1901—1920 годах служил врачом Заамурского округа ОКПС в должностях от младшего врача резервного отряда до дивизионного врача 1-й Заамурской пехотной дивизии (в 1907—1914 — старший полковой врач 3-го пограничного Заамурского пехотного полка) в чине коллежского, затем надворного советника. Участвовал в русско-японской войне. С ноября 1910 входил в состав Особой комиссии по предупреждению распространения эпидемии чумы в Харбине и его окрестностях, с декабря заведовал прививочным пунктом в Харбине, привил против чумы 1500 человек. В феврале 1911 года был переведён к другому месту службы. Кавалер орденов Святого Станислава 3-й (1905) и 2-й степеней (с мечами, 1906), Святой Анны 3-й (1905) и 2-й степеней (1911 — за заслуги в борьбе с чумой). Участвовал в Первой мировой войне. С 1920 года занимался частной практикой в Харбине; там же умер и похоронен.

## Награды
- орден св. Станислава 2-й и 3-й степени
- орден Св. Анны 2-й и 3-й степени
- орден Св. Владимира 4 ст. (22.09.1911),
- награжден подарком по чину от Высочайшего его Императорского величества (май 1916)
- «Значок Красного Креста»[1]
- Почётный гражданин города Яранска (31 мая 1913)[8][3].

## Память
В Яранском районе проводятся Чтения земского врача Алексея Ивановича Шулятикова.
14 декабря 1988 года деревня Борок, переданная в черту города Яранска, была переименована в улицу Шулятикова.
Имя А. И. Шулятикова присвоено:
- в 1993 году — Яранской районной больнице[3]
- в 1999 году — больнице в селе Никулята, построенной в 1912 году земским собранием в знак уважения к 40-летнему юбилею его службы на благо Яранского уезда[1][2].

На Никулятской участковой больнице открыта мемориальная доска А. И. Шулятикову (2000).